# Bernardo VIII di Lippe
Bernardo VIII, conte di Lippe (Detmold, 6 dicembre 1527 – Detmold, 15 aprile 1563), fu, dal 1547 fino alla sua morte, il sovrano della contea di Lippe.

## Vita
Il padre, il conte regnante Simone V di Lippe, morì nel 1536, quando il figlio aveva otto anni: poiché era troppo giovane per subentrargli, il paese fu governato da un consiglio di reggenza che comprendeva il langravio Filippo I d'Assia, il conte Adolfo di Schaumburg e il conte Giudoco II di Hoya. Bernardo fu allevato nella fede luterana.
Nel 1546 assunse il governo della contea di Lippe e durante il suo regno cercò di rafforzare soprattutto la fede luterana nella sua contea. Ciò provocò lo scontento dell'imperatore Carlo V, le cui truppe occuparono la contea nel corso della guerra di Smarcalda (1546–1547) e che, dopo la sconfitta della parte protestante nel 1548, iniziò a implementare l'interim di Augusta. Di conseguenza, Lippe diventò un feudo imperiale.
Nel 1555, Bernardo si recò personalmente alla dieta di Augusta e nel 1556 convocò una riunione del clero protestante nella sua contea. Sempre nel 1556, dichiarò guerra al conte Giovanni II di Rietberg, assediandone la sede nel 1557. Nel 1559 cedette il castello di Sternberg al fratello Ermanno Simone come paréage, innescando una disputa ereditaria con la contea di Schaumburg.

## Matrimonio e figli
Dal suo matrimonio con Caterina (1524–1583), figlia del conte Filippo III di Waldeck-Eisenberg nacquero i seguenti figli:
- Anna (1551–1614), che sposò nel 1576 il conte Volfango II di Everstein-Massow
- Maddalena (1552–1587), che sposò nel 1572 il langravio Giorgio I d'Assia-Darmstadt (1547–1596)
- Simone VI (1554–1613), che sposò in prime nozze nel 1578, la contessa Armgard di Rietberg-Arnsberg (1551–1584) e in seconde nozze, nel 1585, la contessa Elisabetta di Holstein-Schauenburg (1566-1638)
- Bernardina (1563–1628), che sposò nel 1578 il conte Luigi di Leiningen-Leiningen (1577-1622)

## Ascendenza
|                                 |   |                                     | Genitori                            |  |  | Nonni |  |  | Bisnonni           |  |  | Trisnonni            |  |
|                                 |   |                                     |                                     |  |  |       |  |  | Simone IV di Lippe |  |  | Bernardo VI di Lippe |  |
|                                 |   |                                     |                                     |  |  |       |  |  | Simone IV di Lippe |  |  | Bernardo VI di Lippe |  |
|                                 |   | Elisabetta di Mörs                  |                                     |  |  |       |  |  | Simone IV di Lippe |  |  |                      |  |
| Bernardo VII di Lippe           |   |                                     |                                     |  |  |       |  |  | Simone IV di Lippe |  |  |                      |  |
|                                 |   | Margherita di Brunswick-Grubenhagen | Erich I di Braunschweig-Grubenhagen |  |  |       |  |  |                    |  |  |                      |  |
|                                 |   | Margherita di Brunswick-Grubenhagen | Erich I di Braunschweig-Grubenhagen |  |  |       |  |  |                    |  |  |                      |  |
|                                 |   | Margherita di Brunswick-Grubenhagen | Elisabetta di Brunswick-Göttingen   |  |  |       |  |  |                    |  |  |                      |  |
| Simone V di Lippe               |   | Margherita di Brunswick-Grubenhagen |                                     |  |  |       |  |  |                    |  |  |                      |  |
|                                 |   | …                                   | …                                   |  |  |       |  |  |                    |  |  |                      |  |
|                                 |   | …                                   | …                                   |  |  |       |  |  |                    |  |  |                      |  |
|                                 |   | …                                   | …                                   |  |  |       |  |  |                    |  |  |                      |  |
| Anna di Holstein-Pinneberg      |   | …                                   |                                     |  |  |       |  |  |                    |  |  |                      |  |
|                                 |   | …                                   | …                                   |  |  |       |  |  |                    |  |  |                      |  |
|                                 |   | …                                   | …                                   |  |  |       |  |  |                    |  |  |                      |  |
|                                 |   | …                                   | …                                   |  |  |       |  |  |                    |  |  |                      |  |
| Bernardo VIII di Lippe          |   | …                                   |                                     |  |  |       |  |  |                    |  |  |                      |  |
|                                 | … | …                                   |                                     |  |  |       |  |  |                    |  |  |                      |  |
|                                 | … | …                                   |                                     |  |  |       |  |  |                    |  |  |                      |  |
|                                 | … | …                                   |                                     |  |  |       |  |  |                    |  |  |                      |  |
| …                               | … |                                     |                                     |  |  |       |  |  |                    |  |  |                      |  |
|                                 |   | …                                   | …                                   |  |  |       |  |  |                    |  |  |                      |  |
|                                 |   | …                                   | …                                   |  |  |       |  |  |                    |  |  |                      |  |
|                                 |   | …                                   | …                                   |  |  |       |  |  |                    |  |  |                      |  |
| Maddalena di Mansfeld-Mittelort |   | …                                   |                                     |  |  |       |  |  |                    |  |  |                      |  |
|                                 |   | …                                   | …                                   |  |  |       |  |  |                    |  |  |                      |  |
|                                 |   | …                                   | …                                   |  |  |       |  |  |                    |  |  |                      |  |
|                                 |   | …                                   | …                                   |  |  |       |  |  |                    |  |  |                      |  |
| …                               |   | …                                   |                                     |  |  |       |  |  |                    |  |  |                      |  |
|                                 |   | …                                   | …                                   |  |  |       |  |  |                    |  |  |                      |  |
|                                 |   | …                                   | …                                   |  |  |       |  |  |                    |  |  |                      |  |
|                                 |   | …                                   | …                                   |  |  |       |  |  |                    |  |  |                      |  |
|                                 |   | …                                   |                                     |  |  |       |  |  |                    |  |  |                      |  |